# Золота Орда
Золота́ Орда́, або Улус Джучі — у 1240–1502 роках кочова держава у степах Східної Європи, Центральної Азії та Західного Сибіру. Заснована Джучі, старшим сином Чингісхана. Постала на базі монгольських завоювань 1220-1240-х років. Початково була частиною єдиної Монгольської імперії. Керувалася прямими нащадками Джучі, які носили титул ханів, а з кінця XIV століття — великих ханів на ознаку своєї суверенності. Поділялася на два найвпливовіші крила — улуси нащадків двох синів Джучі — Батия та його старшого брата Орда Іхена. В процесі розпаду зі складу Золотої Орди виділилися Велика Орда, Астраханське ханство, Кримське ханство, Ногайська орда, Казанське ханство, Сибірське ханство, Казахське ханство, Узбецьке ханство.

## Назва
- Велика Держава (тюрк. Ulug Ulus) — назва у тюркських джерелах.
- Золота Орда (монг. Алтан Орд; тат. Алтын Урда; тур. Altın Orda) — походить від назви в московських літописах XVI століття як пам'ять про золоте шатро ханської ставки (орди). Похідні:
  - Золотоординська держава (монг. Алтан ордны улс, каз. Алтын орда ұлысы)
  - Золотошатрове ханство (кит.: 金帳汗國)
- Джучівська держава, або Джучівський улус (（перс. اولوس جوجي‎, Ulūs-i Jūchī; монг. Зүчийн улс) — назва в іраномовних джерелах.
- Кипчацьке ханство (кит.: 欽察汗國), або Дешт-і-Кипчак — у східних джерелах.
- Біла Орда (Ак-орда) та Синя орда (Кок-орда).

## Політична історія

### Утворення

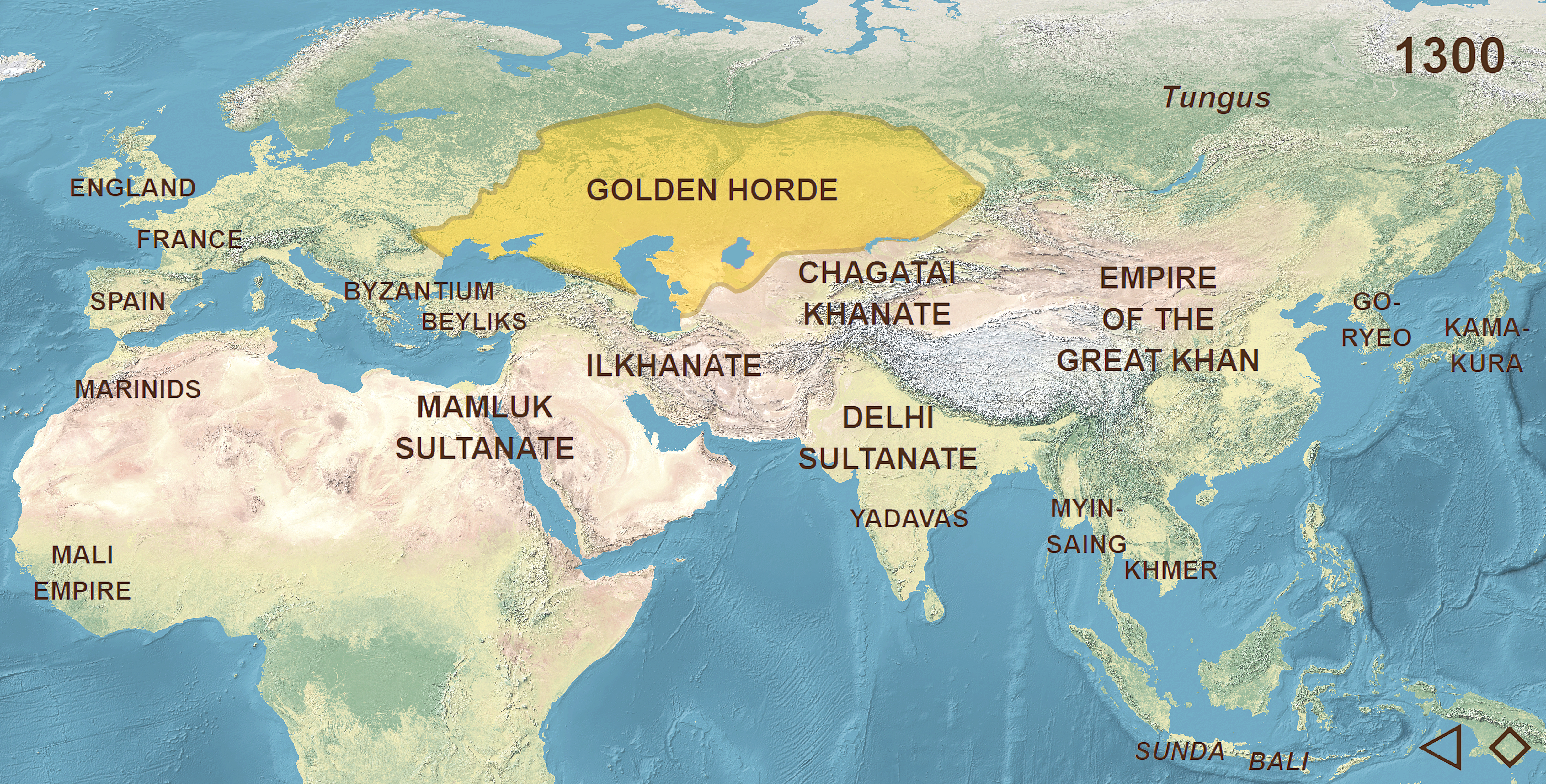
Володіння Золотої Орди 1300 року.

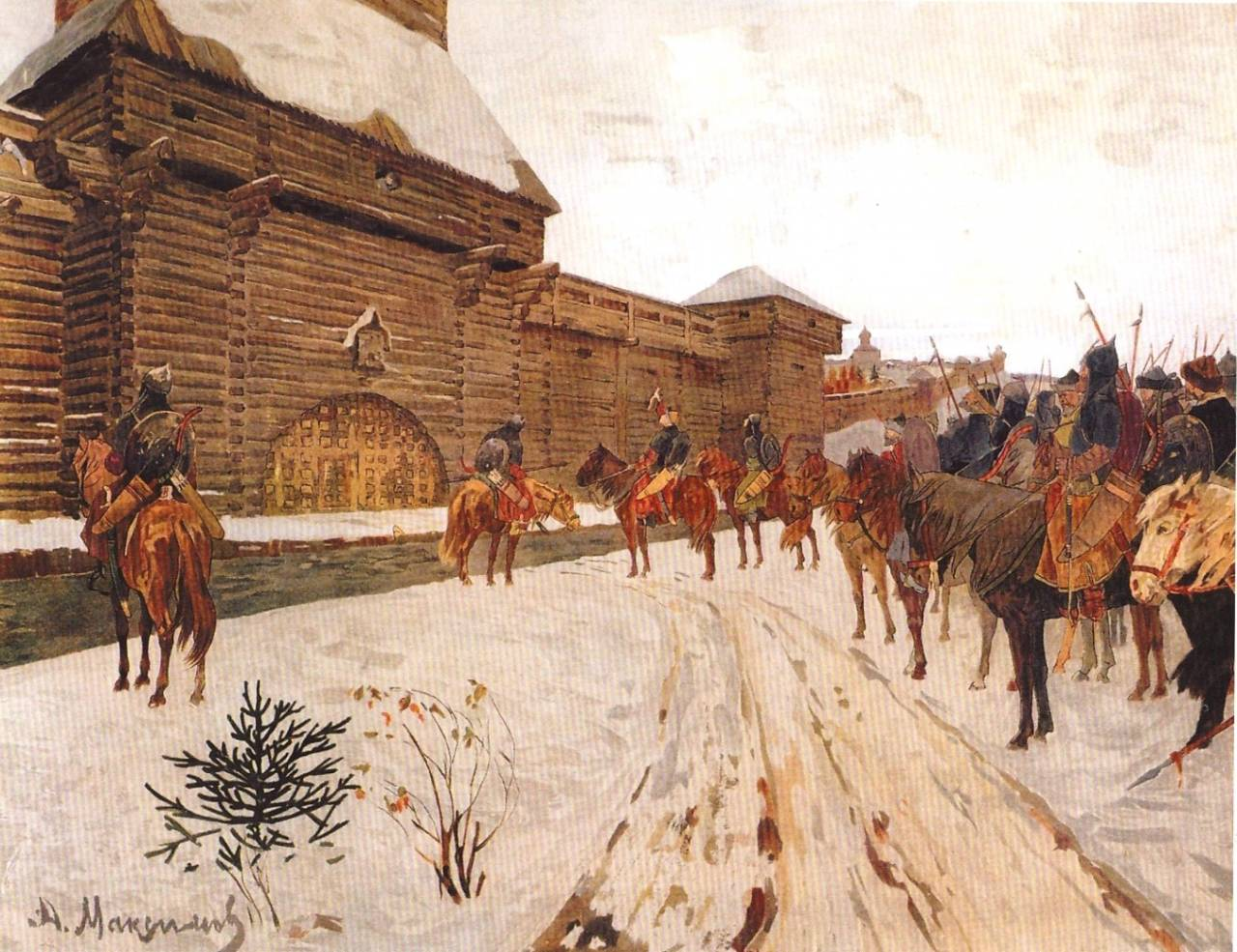
В. М. Максимов. Татаро-монголи під стінами Володимира

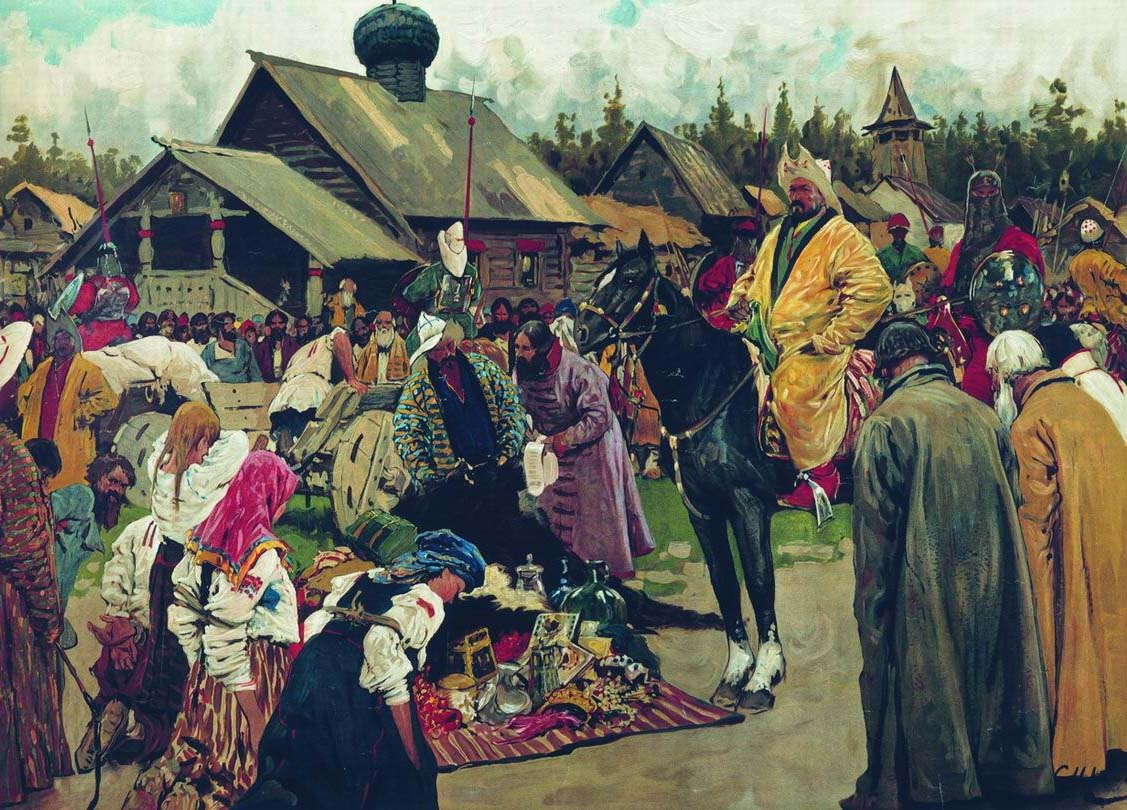
С. В. Іванов. Баскаки

Золота Орда, як окрема військова і управлінська одиниця у складі Війська (Орди) Чингізхана була утворена для походу на західні землі (відносно Монголії і Середньої Азії) тобто у Західну Азію і Східну Європу.
Військо підпорядковувалось Великому хану і ним керували воєначальники призначені ханом — хани, темники, тисяцькі, сотники і десятники.
Руські князівства та руські землі, які були завойовані монголами в кінці 30 — на початку 40-х років XIII століття і ввійшли до складу Монгольської імперії, були підпорядковані Золотій Орді. Підпорядкування виражалося у сплаті данини різноманітними продуктами, грошима і людьми (військова повинність), зобов'язанні надавати війська у випадку війни і підпорядкуванню центральній владі (хана), тобто законам Монгольської імперії і рішенням хана.
Таким чином Золота Орда — це військо, військово-адміністративний підрозділ Монгольської імперії, якому підпорядковувались землі від басейну річки Об та пониззя Сирдар'ї на сході до річки Дністер на заході. Пізніше цю назву стали використовувати для позначення держави, утвореної на основі цього війська на цих землях.
Центром Золотої Орди було Нижнє Поволжя, її столицею спочатку було місто Сарай-Бату (поблизу нинішньої Астрахані), з першої половини XIV століття — місто Сарай-Берке (поблизу нинішнього Волгограда).
Основними центрами грошової справи в середині XIV століття були: Сарай (Селітрове городище), Сарай ал-Джадід, Гюлістан і Азак.
У часи найбільшого розквіту Монгольська імперія включала землі від сучасної України до Китаю й Індії. Ця імперія була за своєю суттю об'єднанням великої кількості окремих держав — царств, князівств, ханств, а також земель підконтрольних ордам (тобто державам-арміям степовиків-кочівників).
В Золотій Орді переважна частина земель і пасовиськ була зосереджена в руках феодальної монгольської знаті. Поряд із значною частиною закріпаченого селянства в Золотій Орді існували вільні чи напіввільні селяни-общинники і домашні раби. Феодально залежні селяни сплачували феодалам і державі податки за землю, за виноградники, за користування водою з ариків тощо, відбували підводну, шляхову, мостову та інші повинності. Кочівники платили з худоби податки натурою. Поширювався вивіз на продаж у країни Близького Сходу невільників, що їх захоплювали золотоординські феодали під час розбійницьких наскоків на руські та інші сусідні землі. На чолі Золотої Орди стояв хан із роду Батия, який вважався верховним сюзереном і власником землі. Для розв'язання найважливіших державних питань хани скликали курултаї — з'їзди з представників військово-феодальної знаті.

### Розвиток

Володіння Золотої Орди у південній Україні (1360)

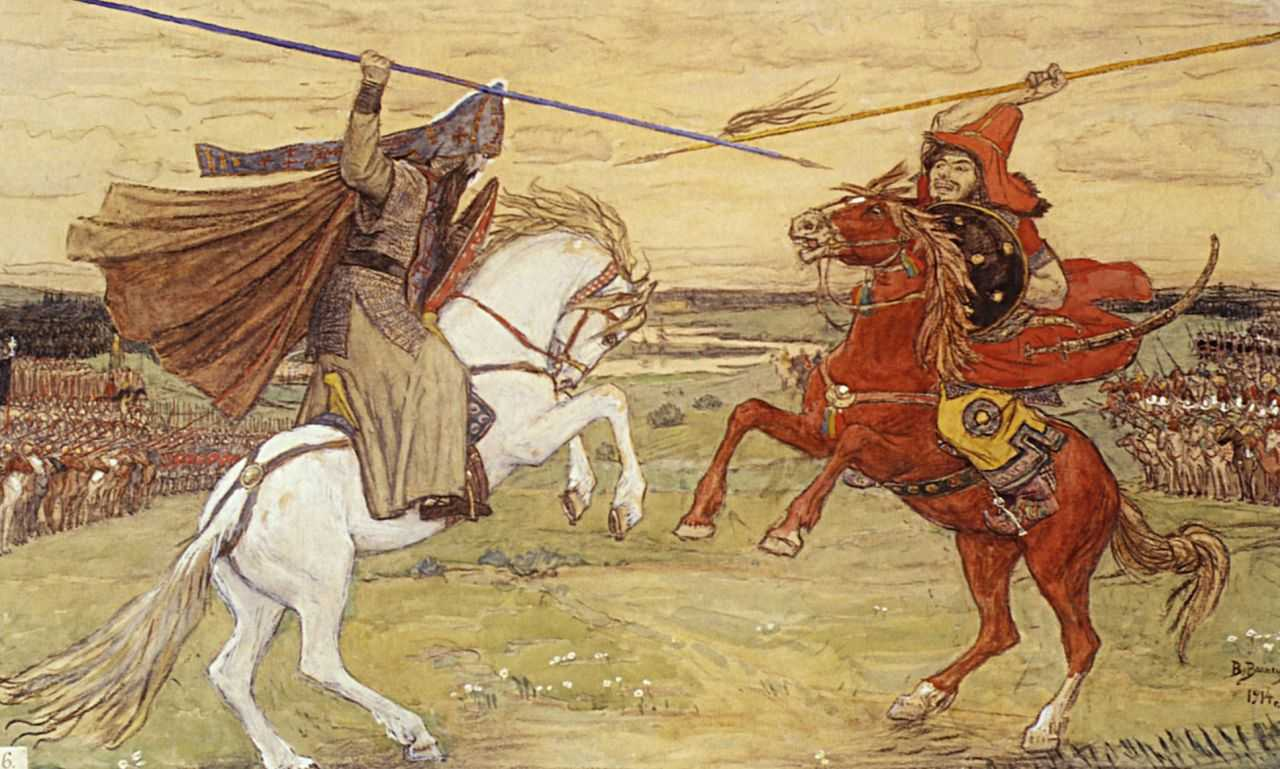
В. М. Васнєцов. Бій Пєрєсвєта з Челубеєм

Хоча до Золотої Орди входила частина земель Русі, татари не асимілюються русько-візантійською культурою, а лише поверхово ісламізуються. Ординське іго затримувало економічний і культурний розвиток руських земель, послаблювало їх політично, призводило до посилення феодального роздроблення. В землях на заході Русі боротьбу проти Золотої Орди на початку 1240-х очолив король Русі Данило I Галицький. Проте невдовзі він змушений був визнати владу монголо-татарських ханів, але взагалі галицько-волинські князі перебували у меншій залежності від Золотої Орди, ніж землі решти князів на північ від Русі.
Московське князівство васально залежало від Золотої Орди.
У XIV столітті внаслідок розвитку феодальних відносин, міжусобної боротьби монголо-татарських феодалів за ханську владу, посилення визвольної боротьби підкорених і залежних народів військово-політична могутність Золотої Орди поступово занепадала. Хан Золотої Орди Берке (правив у 1257-1266) підтримує у 1265 болгар проти Візантійської імперії та вступає в союз з мамелюками проти держави Ільханів.
За правління Менгу-Тимура у 1266-1282 держава стає самостійною від Монгольської імперії, започатковується карбування власної монети. Але з тим у другій половині XIV століття розпочинається розпад Золотої Орди. Скориставшись з феодальної роздробленості руських земель та з ослаблення Золотої Орди, Велике князівство Литовське поступово з 1363 прилучає до себе Чернігово-Сіверщину, Поділля, Київщину, Східну Волинь, які перебували під монголо-татарською навалою, а польські феодали загарбали Галицьку землю та західну частину Волині. Великий князь Литовський Гедимін першим став титулуватись «королем литовців і русі», а також називав себе «збирачем земель руських». Ключовими в боротьбі литовсько-руських сил проти Золотої Орди стали битва на річці Ірпінь та битва на Синіх Водах, в результаті яких майже всі українські князівства звільнились від влади Золотої Орди.
До того ж в саму Золоту Орду роздирали міжусобиці. На початку 1360-х років татарський темник половецького походження Мамай захопив владу. За законами лише чингізид (нащадок Чингісхана) міг отримати титул хана, тому Мамай проголосив ханом свого ставленика Абдулу. Більшість татарської знаті та васалів Золотої Орди не визнали його, в тому числі Московський улус
У 1377 році Тохтамиш за підтримки Тимура почав завоювання Золотої Орди, яка знаходилась під владою заколотника. Московські князі, не визнаючи влади Мамая, виступили на боці свого сюзерена чингізида Тохтамиша. Під командуванням князя московського Дмитра Донського об'єднані московитські сили у Куликовській битві 1380 розгромили військо темника Мамая. Вирішальну роль у битві зіграв засадний полк воєводи Боброка-Волинського. Втім через подальшу непокору вже в 1382 сам Тохтамиш захопив Москву, відновивши сплату данини та її васальне положення.
Деякої могутності Золотій Орді вдалося досягнути після об'єднання у 1378 з Білою Ордою. Але пізніше значних ударів Золотій Орді завдав середньоазійський правитель Тимур (походи 1389, 1391, 1395-1396 на Надволжя, Крим та інші території). Спроби Едигея й інших правителів Золотої Орди припинити розпад і відновити її могутність успіху не мали. Виділилося в кінці 15 століття Сибірське ханство, в кінці 14 — початку 15 століття — Ногайська орда, потім виникли Казанське ханство (1438), Кримське ханство (1449), в 1460-х — Казахське, Узбецьке, Астраханське ханство.
У 1502 році кримські татари руйнують столицю Сарай. Розпавшись у другій половині XV — на початку XVI століття на окремі самостійні ханства, Золота Орда припинила своє існування.

### Занепад Золотої Орди

Розпад Золотої Орди

У складі Золотої Орди поряд жили люди, які сповідували різні віровчення — християни, мусульмани, юдеї, буддисти, язичники і т. д. З часом, влада у Золотій Орді перейшла до рук нащадків Чингізхана, які сповідували іслам, що зробило іслам провідним віровченням у цьому царстві. Але на відміну від середньоазійських володінь Чингізидів, християнство мало широкі права, місцеві хани надавали пільги монастирям і т. д.
Все змінилося у XV столітті, з появою мусульманської держави Тамерлана, який багато зробив для розпаду Золотої Орди. На престолі почали часто змінюватись хани, які перетворилися на маріонеток в чужих руках, Золота Орда втратила свій вплив.

## Державний устрій

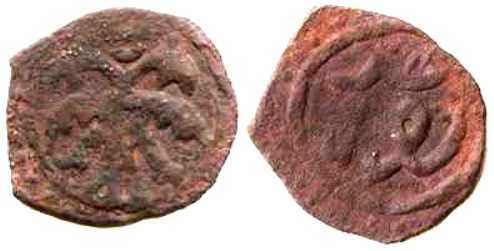
Анонімний пул часів правління хана Тохтамиша

Срібний данг часів правління хана Токти

Золоту Орду досить добре можна характеризувати як імперію, в первісному значенні цього слова — військова влада. Основу держави становило кінне військо, на початку свого існування утворене степовими кочовими племенами. В Золотій Орді — вся влада (законодавча, виконавча і судова) зосереджена в одних руках, за невиконання наказу — смерть.
Ще одна важлива особливість устрою Золотої Орди — велике значення родоплемінних зв'язків. На чолі орд, які входили до складу Золотої Орди стояли як правило представники однієї родини — нащадки Чингіз-хана, чингізиди. Тому вирішення внутрішніх справ у Золотій Орді часто нагадує вирішення справ в одній великій родині.
До складу Монгольської імперії входили окремі військові одиниці — орди, кожна з яких контролювала область, яка за розмірами могла утворити окрему державу. В різних історичних джерелах ці області фігурують під назвами — улус (в сучасній турецькій перекладається як країна), царство, князівство, уділ, ханство, в Західній Римській імперії тих часів цій територіальній одиниці відповідає королівство. Уділ у свою чергу ділився на тумени (виставляли до 10 000 воїнів, давньоруською — тьма, військо, у римлян — легіон), який підкорявся темнику (інша назва — воєвода). Тумен ділився на тисячі (у козаків їм відповідають полки), якими керував тисяцький, тисячник (полковник). Тисяча ділилась на сотні (у римлян — центурії) якими керували сотники (у римлян — центуріони), сотні ділились на десятки, якими керували десятники. На місцях керували даругачи (відомі як баскаки) та танмачини (військові губернатори міст).
Ставлення до Монгольської імперії в сучасному світі неоднозначне. З одного боку вона позбавила самостійності велику кількість народів і племен, з іншого — вона протягом двох століть забезпечувала мир і законність на величезній території від Східної Європи до Тихого океану. Це стало основою розвитку міжнародної торгівлі (Великий Шовковий Шлях) і фінансової системи, поширення культури і знань.
В Золотій Орді адміністративна структура не була постійною, внаслідок зменшення або збільшення території. На заході Золотої Орди знаходилося Крило Мувала — від імені Мувала (Бувала), брата хана Бату. До нього входили: улус Курумиши (Поділля), улус Ногая (пониззя від Дніпра до Дунаю зі столицею у м.Ісакча), улус Манкерман (на місці Переяславського князівства), улус Картана на Дону, улус Шейбана в Криму (зі столицею в м.Солхат). Східною межею цього крила були Дон і Сіверський Донець, а західної — річки Смотрич, Південний Буг, Горинь, Кодима. В часом Ногай як онук Мувала (Бувала) став правителем Крила Мувала, його сини зберігали тут владу деякий час, конкуруючи з улусом Курумиши. В середині XIV століття найбільші улуси Курумиши і Ногая розпадаються на декілька частин, де правили родичі-еміри. Також на Лівобережжі Дніпра викоремлюються нові улуси — Юлуклук-Вазуклук (область біля річок Хопер і Оскол) та улус між річками Самара й Орель. 1362 року внаслідок перемоги литовсько-руського війська в битві на Синіх Водах улус Курумиши припинив існування. Останнім відомим правителем Крила Мувала був Бек-Пулад.
На сході розташовувалося Ліве крило, становила значну частину Сибіру і сучасного Казахстану. Поділялася на улуси Орда-Іхена, Шибана, Тука-Тимура, Мухшинський, Булгарський, Башкирський улус і Сигнакський улуси. У XIV столітті в районі Яїка утворюється Мангитський улус. Під владою власне ханів Орди були улуси Сартака (зі столицею в м.Укек), улус Берке (столиця в м.Маджар) і Бату. У 1250-х роках обидва об'єднується.

## Суспільство
Життя різних людей складувалось по різному. З одного боку, хани Золотої Орди звільнили від податків практично всі релігійні установи, зокрема християнські монастирі, що спричинилося до їхнього розвитку. Вільні люди, торгівці і вояки теж мали змогу служити і торгувати в усіх землях Золотої Орди.

### Релігія
В історії Великої Золотої Орди можна умовно виділити два періоди. Так перший період характеризується віротерпимістю, дотримуватися якої заповідав ще сам Чингізхан. Другий період (період розпаду) — коли верхівка Орди, з часів хана Узбека, перш за все родина Чингізидів, починає масово приймати іслам і змушувати до цього своїх підлеглих інших віросповідань, перш за все християнства, так само як мусульман, незгодних з офіційним державним баченням християнства.

## Літня ставка хана на території України
Див. також Монети Нижньої Наддніпрянщини та Подінців'я
На території України, на Луганщині неподалік села Шипилівка (Попаснянський район) археологами було виявлено літню ставку хана. Вона розташована на гребені вододільного плата на березі Сіверського Донця й являє собою коло діаметром 800 м. Згідно надписів на монетах було визначено, що ставка належала наставнику від беклярбека Мамая Абдулах-хану і мала назву Урда аль-Муаззам